# 円通寺 (昆明市)
円通寺（えんつうじ）は、中華人民共和国雲南省昆明市五華区にある仏教寺院。

## 歴史
円通寺は南詔時代（8世紀）に建立された。当時は補陀羅寺と称した。宋末元初の乱の火難で、寺は全焼した。大徳5年（1301年）より18年の年月をかけて再建した。再建後に「円通寺」に改名して。明の成化年間（1465年 - 1487年）は寺院を重修した。清の康熙8年（1669年）に寺僧が伽藍を整備した。
1983年、中華人民共和国国務院は仏寺を漢族地区仏教全国重点寺院に認定した。

## 伽藍
円通勝境坊、八角亭、円通殿、銅仏殿、天王殿、放生池